# Échassières
Échassières est une commune française située dans le département de l'Allier, en région Auvergne-Rhône-Alpes.

## Géographie

### Localisation
Échassières, située au sud du département de l'Allier est limitrophe de celui des Puy-de-Dôme, se trouve à 20 km à vol d'oiseau au sud-est de Commentry, 31 km au sud-ouest de Saint-Pourçain-sur-Sioule, 23 km au nord-ouest de Gannat et 47 km au nord de Clermont-Ferrand.
Le sentier de grande randonnée GR463 passe dans le village. La ligne de Commentry à Gannat franchit la vallée de la Bouble par le viaduc de la Bouble, qui se trouve à Échassières et Louroux-de-Bouble
Une partie de la commune se trouve dans la forêt des Colettes.

### Communes limitrophes
Huit communes sont limitrophes, dont quatre dans le département voisin du Puy-de-Dôme :
| Lapeyrouse (Puy-de-Dôme) |                       | Louroux-de-Bouble, Coutansouze |
| Durmignat (Puy-de-Dôme)  | Échassières           |                                |
| Moureuille (Puy-de-Dôme) | Servant (Puy-de-Dôme) | Nades, Lalizolle               |

### Géologie et relief
La commune s'étend sur 2 340 hectares ; son altitude varie entre 390 et 765 mètres.

### Hydrographie
Le Belon, affluent de la Bouble, prend sa source sur la commune d'Échassières. C'est un sous-affluent de la Loire par la Sioule et l'Allier.

### Climat
Pour des articles plus généraux, voir Climat d'Auvergne-Rhône-Alpes et Climat de l'Allier.
En 2010, le climat de la commune est de type climat océanique dégradé des plaines du Centre et du Nord, selon une étude du CNRS s'appuyant sur une série de données couvrant la période 1971-2000. En 2020, Météo-France publie une typologie des climats de la France métropolitaine dans laquelle la commune est exposée à un climat de montagne ou de marges de montagne et est dans la région climatique Ouest et nord-ouest du Massif Central, caractérisée par une pluviométrie annuelle de 900 à 1 500 mm, maximale en automne et en hiver.
Pour la période 1971-2000, la température annuelle moyenne est de 9,6 °C, avec une amplitude thermique annuelle de 14,9 °C. Le cumul annuel moyen de précipitations est de 852 mm, avec 11,2 jours de précipitations en janvier et 7,5 jours en juillet. Pour la période 1991-2020, la température moyenne annuelle observée sur la station météorologique installée sur la commune est de 10,3 °C et le cumul annuel moyen de précipitations est de 847,3 mm,. Pour l'avenir, les paramètres climatiques de la commune estimés pour 2050 selon différents scénarios d'émission de gaz à effet de serre sont consultables sur un site dédié publié par Météo-France en novembre 2022.
| Mois                                  | jan.           | fév.            | mars            | avril           | mai             | juin           | jui.          | août           | sep.          | oct.          | nov.           | déc.            | année     |
| ------------------------------------- | -------------- | --------------- | --------------- | --------------- | --------------- | -------------- | ------------- | -------------- | ------------- | ------------- | -------------- | --------------- | --------- |
| Température minimale moyenne (°C)     | 0,3            | 0,1             | 2,4             | 4,4             | 7,8             | 11             | 13            | 13,4           | 10,3          | 7,8           | 3,5            | 1,1             | 6,3       |
| Température moyenne (°C)              | 2,9            | 3,3             | 6,4             | 8,9             | 12,6            | 16,2           | 18,4          | 18,7           | 14,8          | 11,3          | 6,4            | 3,7             | 10,3      |
| Température maximale moyenne (°C)     | 5,6            | 6,4             | 10,4            | 13,4            | 17,4            | 21,3           | 23,8          | 23,9           | 19,4          | 14,8          | 9,3            | 6,3             | 14,3      |
| Record de froid (°C) date du record   | −21 16.01.1985 | −18 10.02.1986  | −13,5 01.03.05  | −6,5 12.04.1986 | −2 18.05.1991   | 1,5 27.06.1973 | 3,8 17.07.00  | 3,6 31.08.1995 | 0,1 25.09.02  | −5 30.10.1985 | −10 27.11.1985 | −14 02.12.1980  | −21 1985  |
| Record de chaleur (°C) date du record | 20,1 01.01.22  | 21,5 24.02.1990 | 23,5 25.03.1981 | 26,4 29.04.10   | 30,5 20.05.1975 | 36,9 29.06.19  | 36,9 24.07.19 | 37,3 19.08.12  | 34 17.09.1987 | 30,6 02.10.23 | 24,2 08.11.15  | 20,5 03.12.1985 | 37,3 2012 |
| Précipitations (mm)                   | 59,6           | 48,5            | 52,1            | 72,3            | 89,8            | 82,6           | 74,4          | 81,9           | 76,3          | 70,4          | 75,2           | 64,2            | 847,3     |

## Urbanisme

### Typologie
Au 1er janvier 2024, Échassières est catégorisée commune rurale à habitat très dispersé, selon la nouvelle grille communale de densité à 7 niveaux définie par l'Insee en 2022.
Elle est située hors unité urbaine et hors attraction des villes,.

### Occupation des sols

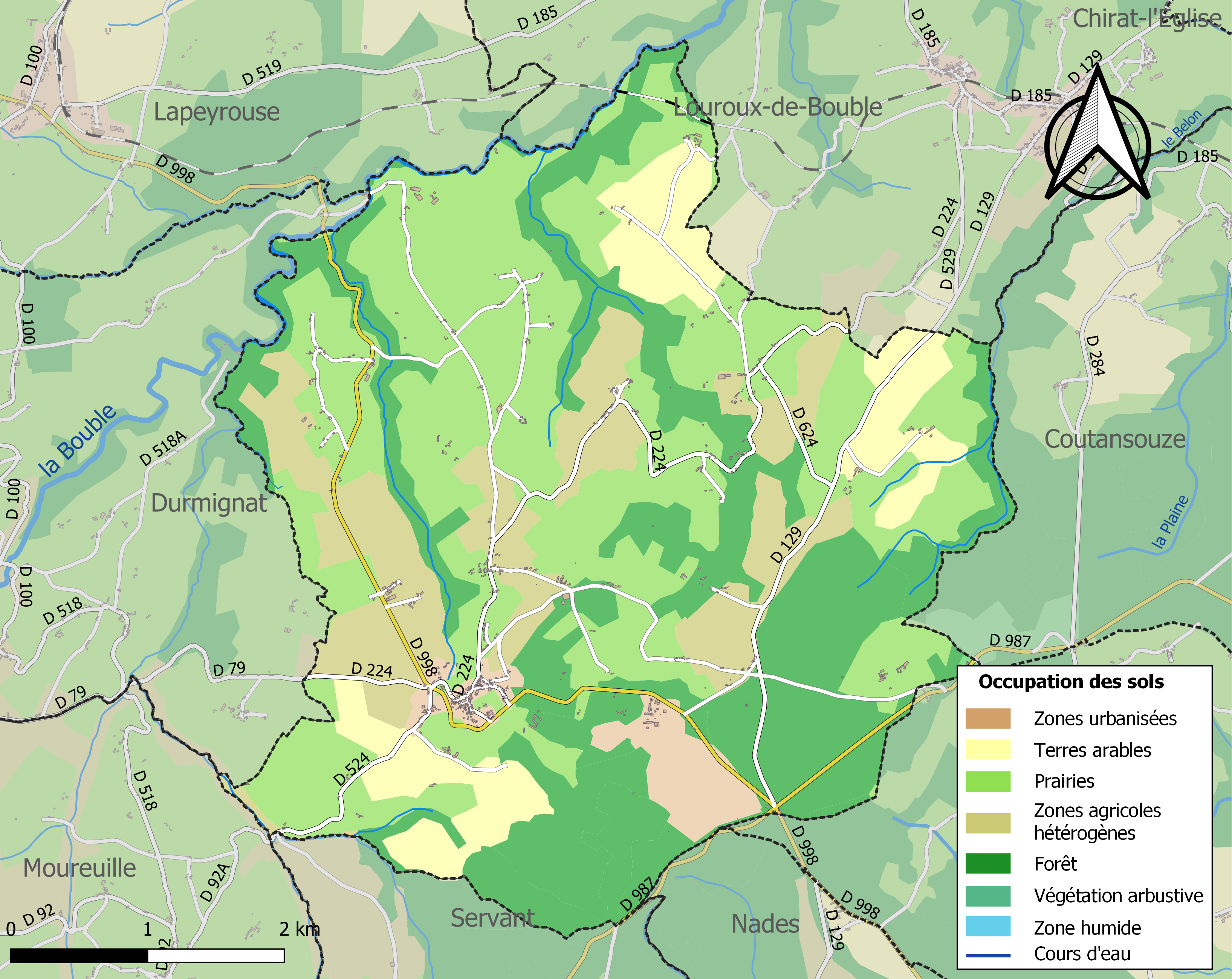
Carte des infrastructures et de l'occupation des sols de la commune en 2018 (CLC).

L'occupation des sols de la commune, telle qu'elle ressort de la base de données européenne d’occupation biophysique des sols Corine Land Cover (CLC), est marquée par l'importance des territoires agricoles (65,9 % en 2018), en diminution par rapport à 1990 (66,8 %). La répartition détaillée en 2018 est la suivante : prairies (40,8 %), forêts (30,5 %), zones agricoles hétérogènes (15,5 %), terres arables (9,6 %), mines, décharges et chantiers (2,5 %), zones urbanisées (1,1 %), milieux à végétation arbustive et/ou herbacée (0,1 %).
L'IGN met par ailleurs à disposition un outil en ligne permettant de comparer l’évolution dans le temps de l’occupation des sols de la commune (ou de territoires à des échelles différentes). Plusieurs époques sont accessibles sous forme de cartes ou photos aériennes : la carte de Cassini (XVIIIe siècle), la carte d'état-major (1820-1866) et la période actuelle (1950 à aujourd'hui).

### Habitat et logement
En 2018, le nombre total de logements dans la commune était de 272, alors qu'il était de 278 en 2013 et en 2008.
Parmi ces logements, 57,8 % étaient des résidences principales, 25,7 % des résidences secondaires et 16,5 % des logements vacants. Ces logements étaient pour 95,1 % d'entre eux des maisons individuelles et pour 3,8 % des appartements.
Le tableau ci-dessous présente la typologie des logements à Échassières en 2018 en comparaison avec celle de l'Allier et de la France entière. Une caractéristique marquante du parc de logements est ainsi une proportion de résidences secondaires et logements occasionnels (25,7 %) supérieure à celle du département (7,2 %) et à celle de la France entière (9,7 %). Concernant le statut d'occupation de ces logements, 78,1 % des habitants de la commune sont propriétaires de leur logement (77,8 % en 2013), contre 65 % pour l'Allier et 57,5 % pour la France entière.
| Typologie                                               | Échassières | Allier | France entière |
| ------------------------------------------------------- | ----------- | ------ | -------------- |
| Résidences principales (en %)                           | 57,8        | 78,2   | 82,1           |
| Résidences secondaires et logements occasionnels (en %) | 25,7        | 7,2    | 9,7            |
| Logements vacants (en %)                                | 16,5        | 14,6   | 8,2            |

### Voies de communication et transports
La commune est accessible par la route départementale 998, ancienne route nationale 698 reliant Commentry et Lapeyrouse au nord-ouest à Lalizolle, Ébreuil et Gannat au sud-est. À La Bosse, lieu-dit situé au sud-est du chef-lieu de la commune, elle croise la route départementale 987, ancienne route nationale 687 reliant Saint-Pourçain-sur-Sioule et Chantelle au nord-est à Servant et Saint-Éloy-les-Mines au sud-ouest.
Le territoire communal est traversé par d'autres routes départementales :
- la RD 129, reliant La Bosse à Louroux-de-Bouble ;
- la RD 224, reliant Louroux-de-Bouble à la limite départementale du Puy-de-Dôme (cette route devenant la D 79 vers Durmignat) en desservant le chef-lieu ;
- la RD 524, reliant le chef-lieu à Moureuille (D 92a) ;
- la RD 624, reliant les hameaux de la Bourse et des Montmins, au nord-est de la commune.

## Toponymie
Le nom français vient du mot Eschasièras en bourbonnais du Croissant, zone de transition où se rejoignent et se mélangent l'occitan et la langue d'oïl,.

## Histoire

### Antiquité
Echassières fait partie du territoire des Bituriges Cubes durant l'Antiquité.

### Moyen Âge
Au Moyen Âge, le village fait partie du diocèse de Bourges et du Berry médiéval. Il en est la limite sud.

### Époque contemporaine
La carrière de kaolin — utilisé dans la fabrication de la porcelaine ou du carrelage — est exploitée de 1850 à 1976 au lieu-dit Beauvoir, initialement par la famille Jouhet-Duranthon. À partir des années 1960 y est identifiée la présence de lithium. La carrière est rachetée en 2005 par Imerys.

La carrière au début du XXe siècle
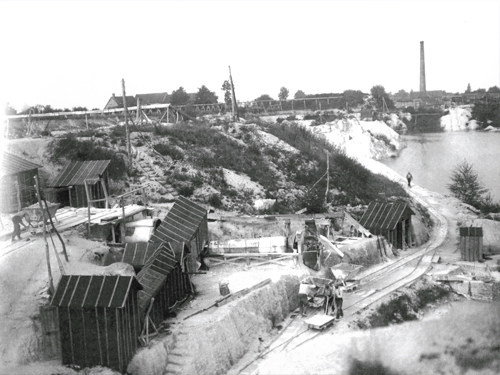
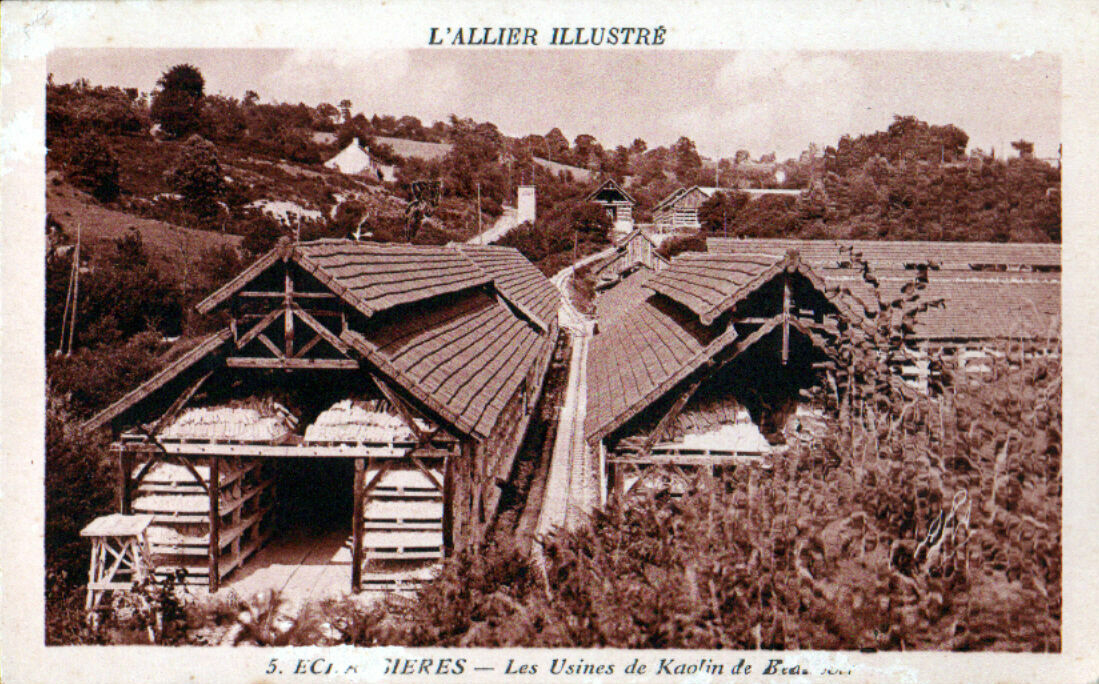

Le viaduc de la Bouble est construit sur les plans de Wilhelm Nördling entre 1868 et 1871 afin de permettre à la ligne de Commentry à Gannat de franchir la vallée de la Bouble.

## Politique et administration

### Rattachements administratifs et électoraux

#### Rattachements administratifs
La commune se trouvait  depuis 1926 dans l'arrondissement de Montluçon du département de l'Allier.  Depuis le 1er janvier 2017, afin que les arrondissements du département « correspondent à une meilleure cohérence administrative et [à une] adaptation aux bassins de vie », la commune en est retirée de pour être rattachée à l'arrondissement de Vichy.
Elle faisait partie depuis 1802 du canton d'Ébreuil. Dans le cadre du redécoupage cantonal de 2014 en France, cette circonscription administrative territoriale a disparu, et le canton n'est plus qu'une circonscription électorale.

#### Rattachements électoraux
Pour les élections départementales, la commune fait partie depuis 2014 du canton de Gannat
Pour l'élection des députés, elle fait partie de la deuxième circonscription de l'Allier.

### Intercommunalité
Échassières était membre de la petite  communauté de communes Sioule, Colettes et Bouble, un établissement public de coopération intercommunale (EPCI) à fiscalité propre créé fin 2001 et auquel la commune avait transféré un certain nombre de ses compétences, dans les conditions déterminées par le code général des collectivités territoriales.
Dans le cadre des dispositions de la loi portant nouvelle organisation territoriale de la République du 7 août 2015, qui prévoit que les établissements publics de coopération intercommunale (EPCI) à fiscalité propre doivent avoir un minimum de 15 000 habitants, cette intercommunalité a fusionné avec ses voisines pour former, le 1er janvier 2017, la communauté de communes Saint-Pourçain Sioule Limagne, dont est désormais membre la commune.

### Liste des maires
| Période   | Période                        | Identité                 | Étiquette | Qualité                       |
| --------- | ------------------------------ | ------------------------ | --------- | ----------------------------- |
| 1792      | 1796                           | Pierre Laurent           |           |                               |
| 1796      | 1799                           | Gilbert Jouhet           |           |                               |
| 1799      | 1805                           | Gilbert-Antoine Chaput   |           |                               |
| 1805      | 1831                           | Gilbert Jouhet           |           |                               |
| 1831      | 1832                           | Jean-Baptiste Bathiat    |           |                               |
| 1832      | 1851                           | Jean Jouhet              |           |                               |
| 1851      | 1860                           | Pierre-Antoine Dubousset |           |                               |
| 1860      | 1870                           | Pierre-Antoine Jouhet    |           |                               |
| 1870      | 1870                           | Pierre-Antoine Dubousset |           |                               |
| 1870      | 1871                           | Jean-Baptiste Viple      |           |                               |
| 1871      | 1872                           | Pierre-Antoine Dubousset |           |                               |
| 1872      | 1874                           | Hubert Laurent           |           |                               |
| 1874      | 1892                           | Antoine Dubousset        |           |                               |
| 1892      | 1898                           | Jean-Baptiste Dubousset  |           |                               |
| 1898      | 1904                           | Jean-Baptiste Brun       |           |                               |
| 1904      | 1908                           | Eugène Blanzat           |           |                               |
| 1908      | 1919                           | Jean-Baptiste James      |           |                               |
| 1919      | 1929                           | François Dubousset       |           |                               |
| 1929      | 1947                           | Alphonse Voiron          |           |                               |
| 1947      | 1953                           | Aristide Henri Martin    |           |                               |
| 1953      | 1959                           | Léon Dumont              |           |                               |
| 1959      | 1971                           | René Dumazet             |           |                               |
| 1971      | 2001                           | Louis Rongier            |           |                               |
| mars 2001 | 2014                           | Danièle Chammartin       |           | Secrétaire de mairie          |
| 2014      | juin 2022                      | Christian Glodt          | DVD       | Retraité Démissionnaire       |
| juin 2022 | En cours (au 16 décembre 2022) | Frédéric Dalaigre        |           | Vice-président du foyer rural |

## Équipements et services publics

### Enseignement
Échassières dépend de l'académie de Clermont-Ferrand. Elle gère une école élémentaire publique.

## Population et société

### Démographie
Les habitants de la commune sont appelés les Echassiérois et les Echassiéroises.
L'évolution du nombre d'habitants est connue à travers les recensements de la population effectués dans la commune depuis 1793. Pour les communes de moins de 10 000 habitants, une enquête de recensement portant sur toute la population est réalisée tous les cinq ans, les populations de référence des années intermédiaires étant quant à elles estimées par interpolation ou extrapolation. Pour la commune, le premier recensement exhaustif entrant dans le cadre du nouveau dispositif a été réalisé en 2004.

En 2022, la commune comptait 369 habitants, en évolution de −5,38 % par rapport à 2016 (Allier : −1,38 %, France hors Mayotte : +2,11 %).
| 1793 | 1800 | 1806 | 1821 | 1831 | 1836 | 1841 | 1846 | 1851 |
| ---- | ---- | ---- | ---- | ---- | ---- | ---- | ---- | ---- |
| 939  | 500  | 813  | 845  | 805  | 831  | 890  | 909  | 901  |

| 1856 | 1861 | 1866  | 1872  | 1876  | 1881  | 1886  | 1891  | 1896  |
| ---- | ---- | ----- | ----- | ----- | ----- | ----- | ----- | ----- |
| 881  | 936  | 1 001 | 1 006 | 1 132 | 1 207 | 1 259 | 1 222 | 1 239 |

| 1901  | 1906  | 1911  | 1921 | 1926 | 1931 | 1936 | 1946 | 1954 |
| ----- | ----- | ----- | ---- | ---- | ---- | ---- | ---- | ---- |
| 1 116 | 1 053 | 1 021 | 820  | 809  | 810  | 818  | 804  | 839  |

| 1962 | 1968 | 1975 | 1982 | 1990 | 1999 | 2004 | 2006 | 2009 |
| ---- | ---- | ---- | ---- | ---- | ---- | ---- | ---- | ---- |
| 809  | 602  | 489  | 408  | 349  | 380  | 381  | 376  | 402  |

| 2014 | 2019 | 2022 | - | - | - | - | - | - |
| ---- | ---- | ---- | - | - | - | - | - | - |
| 389  | 376  | 369  | - | - | - | - | - | - |

### Manifestations culturelles et festivités
Tous les ans, la commune fait venir, pour la fête du folklore, des danseurs étrangers, un au mois de juillet et un autre au mois d'août (Indonésiens et Bulgares en 2016) ; la soirée se termine par un feu d'artifice au mois d'août.

## Économie

### Richesses minérales

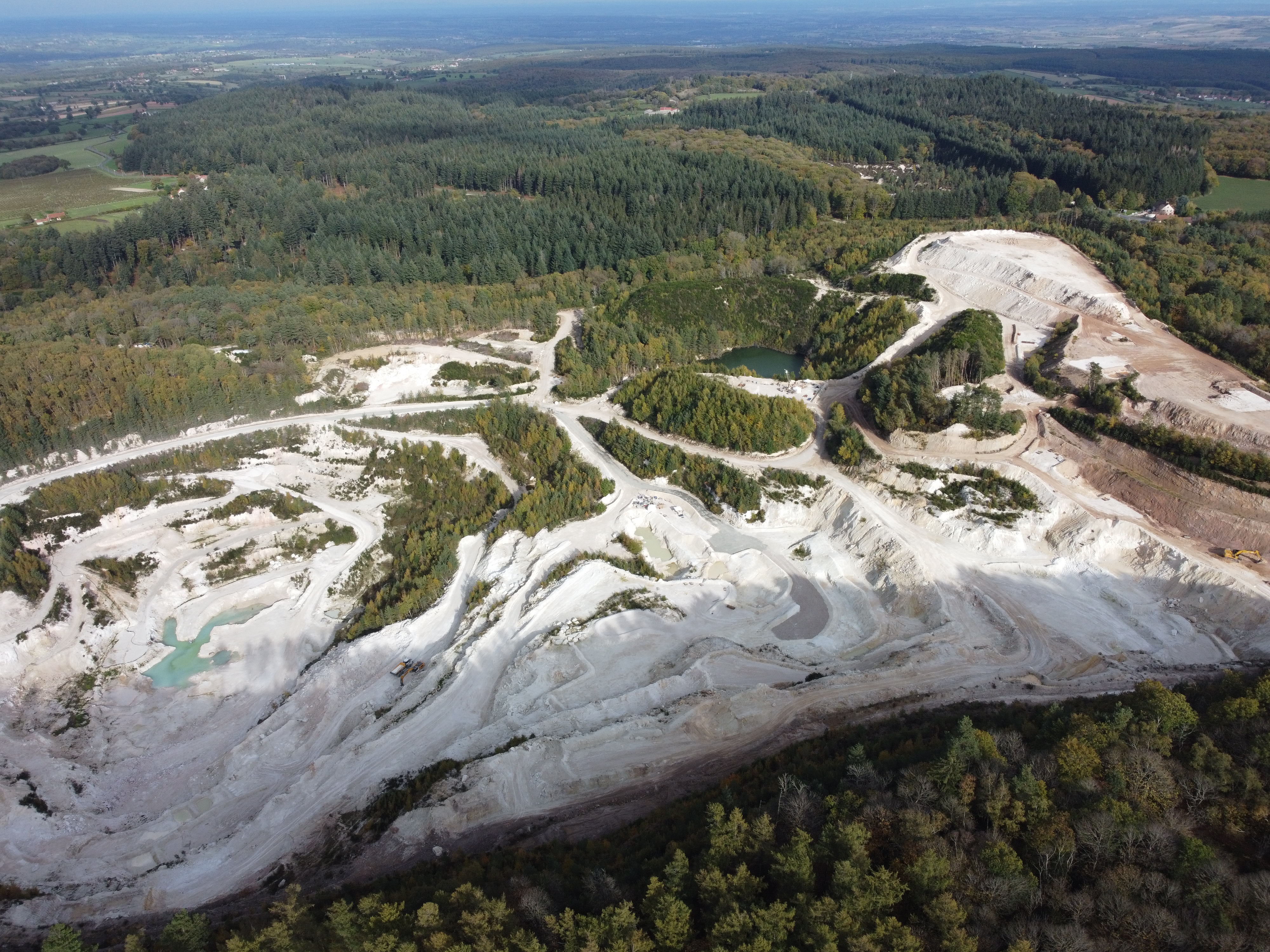
Vue aérienne - Carrière de Beauvoir à Échassières

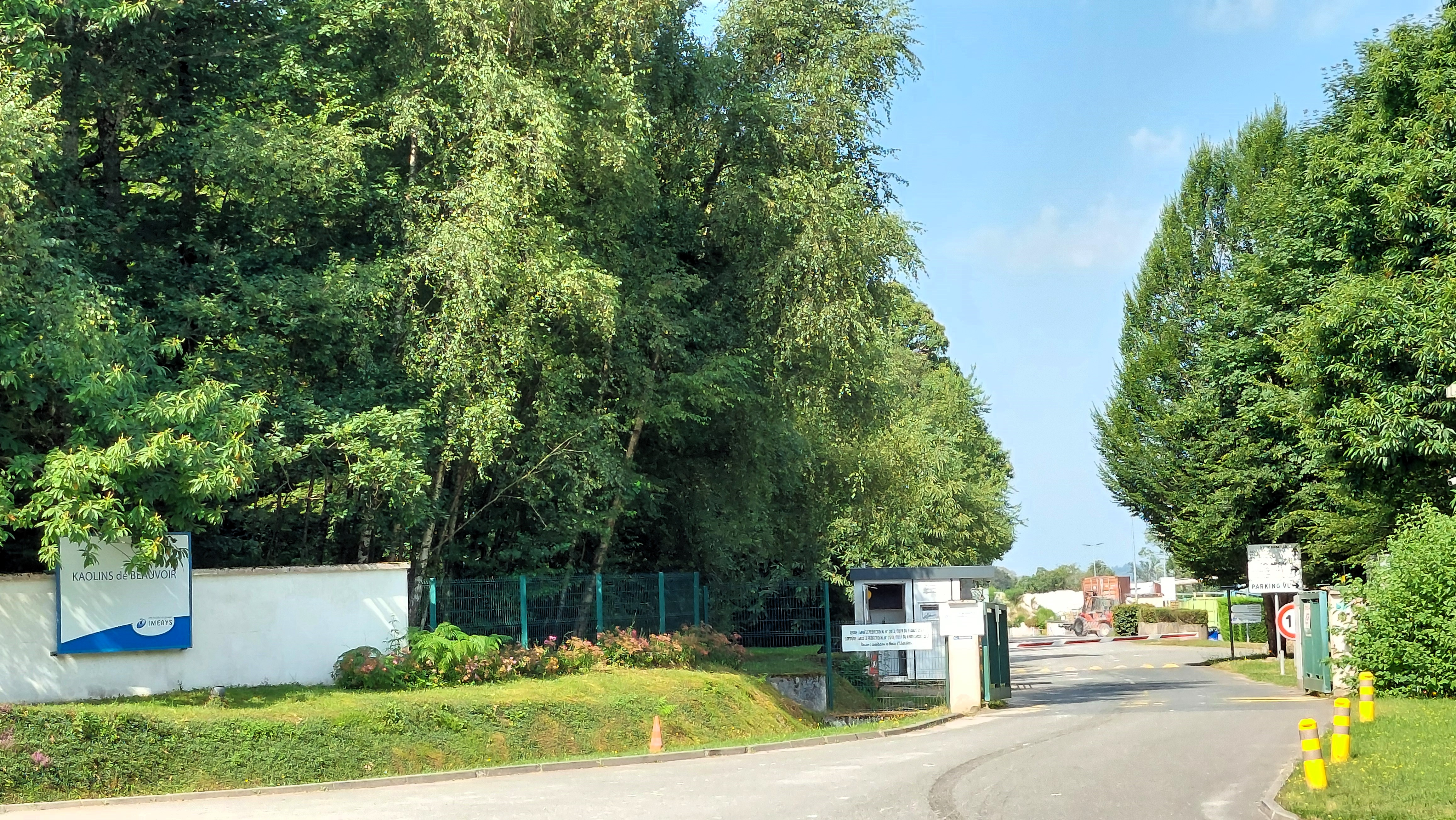
Entrée du site IMERYS, Carrière de Beauvoir - Août 2024

Des gisements de kaolin de grande pureté, situés sur le site de Beauvoir sur le territoire de la commune, ont été exploités de 1850 à 1976 à raison de 30 000 tonnes par an par la société Denain-Anzin Minéraux (intégrée depuis 2005 au groupe Imerys). Le kaolin est utilisé notamment pour faire du carrelage et de la porcelaine.
En mai 2021, la ministre déléguée auprès du ministre de l’économie, des finances et de la relance accorde une prolongation du permis exclusif de recherches de mines de lithium, étain, tantale, niobium, tungstène, béryllium et substances connexes dit « Permis de Beauvoir » à la société Imerys Ceramics France.
En octobre 2022, le groupe Imerys prévoit un début d'exploitation en 2027 avec des perspectives d'extraction de près de 30 000 tonnes d'hydroxyde de lithium par an ; ce composé serait utilisé pour la production d'accumulateurs lithium-ion pour véhicules électriques. Le gisement est estimé à un million de tonnes d'hydroxyde de lithium. Il exige un milliard d'euros d'investissement, et devrait permettre une exploitation sur 25 années, fournissant suffisamment de lithium pour fabriquer 700 000 batteries chaque année. Libération pose la question de la viabilité écologique de la mine. Le problème des poussières semble réglé dans la mesure où les extracteurs seront à 300 mètres de profondeur, mais les mines de lithium demandent une très grande quantité d'eau, ce qui laisse une interrogation concernant l'impact de l'extraction sur le niveau des nappes phréatiques : la région est agricole et a été frappée en 2022 par une sécheresse de juillet à septembre,.

## Culture locale et patrimoine

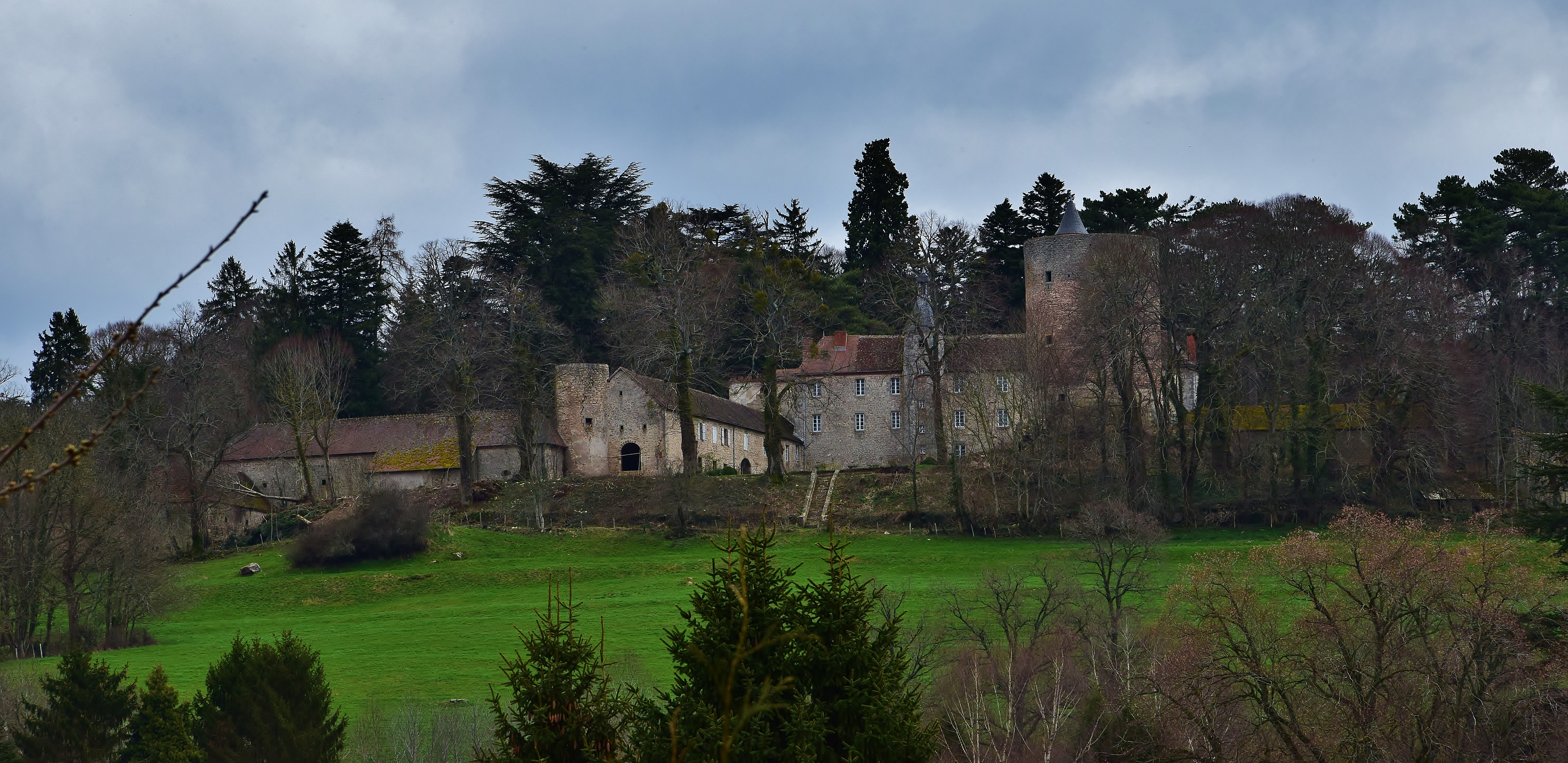
Château de Beauvoir.

### Lieux et monuments
Échassières compte deux monuments répertoriés à l'inventaire des monuments historiques : 
- le château de Beauvoir des XIIIe – XVe siècles avec des adjonctions plus récentes[35], est inscrit aux monuments historiques en 1929[36] ;
- le viaduc de la Bouble construit en 1868 (viaduc ferroviaire à cheval avec la commune de Louroux-de-Bouble). Il permet à la ligne de Commentry à Gannat de traverser la vallée de la Bouble et est inscrit aux monuments historiques en 2009[37].

On peut également signaler  
- Musée Wolframines. Espace d'exposition consacré à la géologie et à la minéralogie. Il est situé au carrefour de La Bosse, dans la forêt des Colettes[38],[39].
- Église Saint-Martel d'Échassières.

### Personnalités liées à la commune
- Antoine Thévenin, homme politique né le 7 décembre 1757 à Échassières (Allier) et décédé le 3 mars 1842 à Montaigut (Puy-de-Dôme)